# Ratstannenweg 22

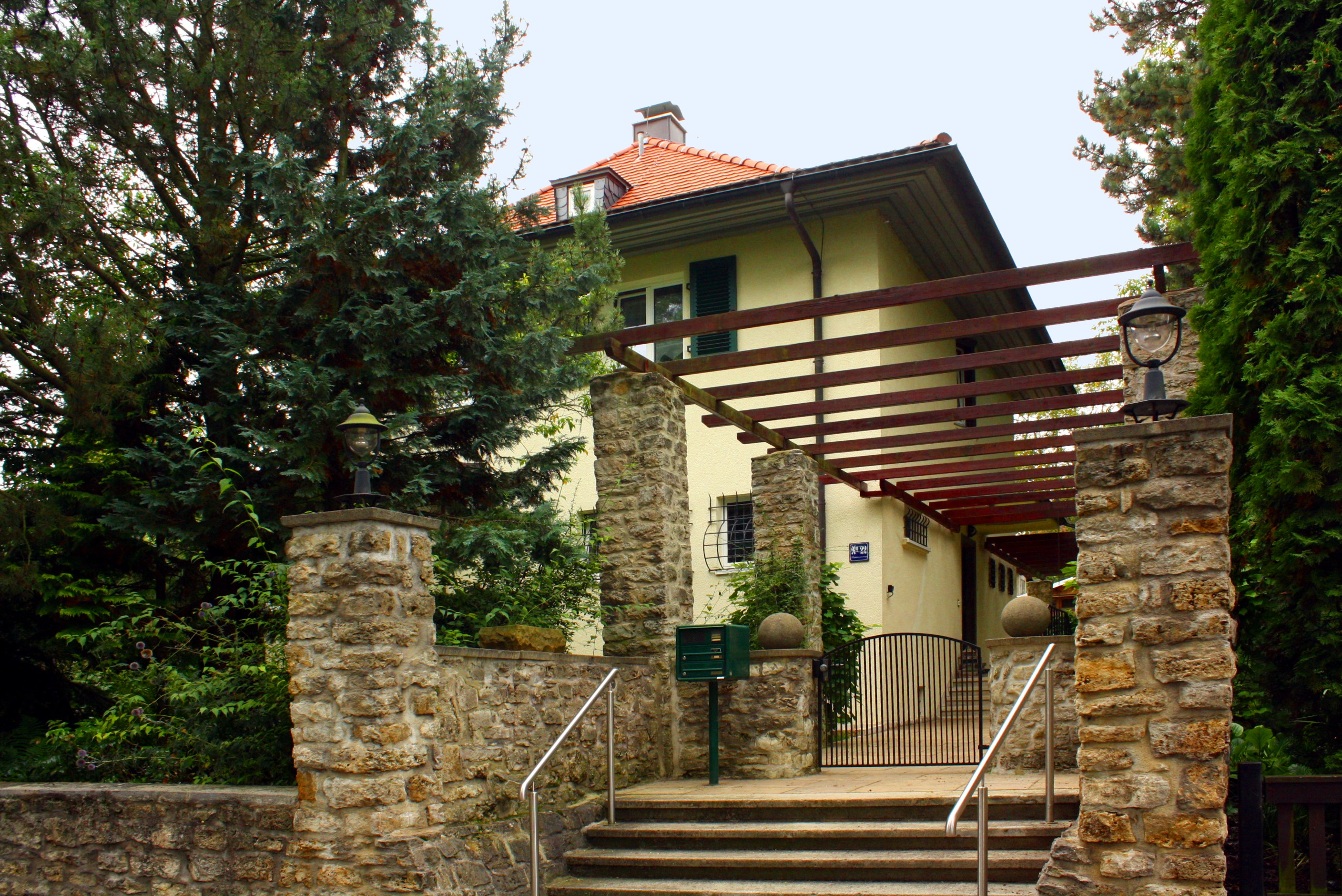
Ratstannenweg 22

Das denkmalgeschützte zweigeschossige Haus Ratstannenweg 22 in Weimar entstand 1926 nach einem Entwurf von Johannes Otto Berger. Bauherr war der Staatsminister Paul Stolze, weshalb das Gebäude auch Haus Stolze genannt wurde.
Das Gebäude war eines der ersten, die Berger als Privatunternehmer in Weimar verwirklichen konnte. Der Ziegelbau ist vollständig unterkellert und hat ein flachgeneigtes Walmdach. An der Südwest- und Südostecke weist es zwei polygonale Veranden auf, die die Terrasse flankieren. Der Weg von der Straße führt über eine Freitreppe unter einer auf Pfeilern gemauerten Pergola.